# 楊瓚 (正統進士)
楊瓚（1418年—1477年），字廷器，山東兖州府東平州壽張縣人，匠籍，治《春秋》。

## 生平
十一月初九日生，行四，由縣學生中式山東鄉試第九名舉人，會試中式第六十五名。年三十一歲中式正統十三年戊辰科第三甲第八十二名進士。

## 家族
曾祖楊誠；祖楊得；父楊仲惠；母滿氏。慈侍下，妻路氏，兄瑾；璵；玘。